# 10481 Esipov
A 10481 Esipov (ideiglenes jelöléssel 1982 QK3) a Naprendszer kisbolygóövében található aszteroida. Nyikolaj Sztyepanovics Csernih fedezte fel 1982. augusztus 23-án.